# Lectura crítica
La lectura crítica és una forma d'anàlisi del llenguatge que no interpreta el text de manera literal, sinó que implica un examen més profund de les afirmacions d'un text i allò que el recolzà i allò que pot servir com a contraargument. L'habilitat de reinterpretar i reconstruir per amenitzar i clarificar més allò que es llig és també un component de lectura crítica. La identificació d'ambigüitats possibles i errors en el raonament de l'autor, a més de l'habilitat d'adreçar-los comprensivament, és essencial en aquest procés. La lectura crítica, tal com l'escriptura acadèmica, requereix la connexió de raona probatòries amb els arguments corresponents.
El lector necessita analitzar, sintetitzar i avaluar segons la seua pròpia experiència, l'objectiu que té, unes suposicions que tenen implicacions i la consideració que es poden tindre creences que no siguen encertades. Per a açò utilitza unes estratègies, com realitzar-se una sèrie de preguntes: quin és el problema i quina és la conclusió de l'autor sobre ell; quines són les raons de l'autor; si utilitza fets; si utilitza paraules per a emocionar) de tal manera que els lectors crítics pretenen conèixer més enllà de les paraules literals, per a conèixer les idees principals i secundàries.
Per a avaluar un text es necessita tindre en compte si l'autor és clar amb la seua intenció, si allò que diu consisteix en una certesa, si expressa detalladament i amb precisió l'assumpte tractat, si tracta temes pertinents al tema principal, amb quina profunditat tracta el tema, si és consistent i/o si és imparcial.
El pensament crític i la lectura crítica estan relacionats, ja que, tal com digué Daniel Kurland, la lectura crítica sembla precedir al pensament crític perquè solament quan s'ha entès un text en la seua totalitat, tasca realitzada amb la lectura crítica, es pot avaluar allò que s'hi afirma com a verdader, tasca del pensament crític.